# Castelferrus
Castelferrus är en kommun i departementet Tarn-et-Garonne i regionen Occitanien i södra Frankrike. Kommunen ligger i kantonen Saint-Nicolas-de-la-Grave som tillhör arrondissementet Castelsarrasin. År 2022 hade Castelferrus 490 invånare.

## Befolkningsutveckling
Antalet invånare i kommunen Castelferrus
| Referens: INSEE |